# 薛鑰
薛鑰（1526年—？），字希準，號北峯，山西太原府代州人，民籍，明朝政治人物。

## 生平
山西鄉試第二十名舉人。嘉靖四十四年（1565年）中式乙丑科三甲第二百四十三名進士。大理寺观政，四十五年授温州府推官，隆慶三年（1569年）升户部主事，六年升员外，升郎中，万历四年（1576年）正月升广平知府，八年升陕西副使，九年致仕。

## 家族
曾祖薛良，縣丞；祖父薛端，壽官；父薛如瑀，贈员外郎；母劉氏；繼母胡氏。弟薛鑑。